# فيل هال (فنان قصص مصورة)
فيل هال (بالإنجليزية: Phil Hall)‏ هو فنان قصص مصورة بريطاني، ولد في 1962.

## روابط خارجية
- فيل هال على موقع IMDb (الإنجليزية)